# Гячас, Винцентас
Винце́нтас Гя́час (лит. Vincentas Gečas; 7 февраля 1931, Мажейкяй — 17 июня 2020, Вильнюс) — литовский художник, лауреат Государственной премии Литовской ССР (1968), заслуженный деятель искусств Литовской ССР (1974), народный художник Литовской ССР (1981); профессор, член Союза художников СССР.

## Биография
В 1957 году окончил Художественный институт Литовской ССР. Преподавал в этом учебном заведении; в 1969—1974 годах был проректором, в 1974—1988 годах — ректором. С 1980 года профессор. С 1989 года преподаватель Шяуляйского педагогического института (в 1997 году преобразованного в Шяуляйский университет).
С 1958 года участвовал в выставках. Персональные выставки проходили в Вильнюсе (1962, 1964, 1972, 1981), Каунасе (1981), Шяуляй (1982), Москве (1988). Стажировался в Италии (1963—1964).

## Творчество
Живописным произведениям Гячаса свойственны элементы публицистики, идеологической ангажированности, и вместе с тем яркий колорит, лаконизм, экспрессивность. После стажировки в Италии (1963—1964) в творчестве художника отчётливы влияние итальянского неореализма, пластически выразительный мотив повседневности, иногда с иронией, репортажность, психологическая характеристика портретируемого, передача внутренних конфликтов. 
Среди произведений — тематические композиции («На колхозном базаре», 1959; «Витрина», 1960; «Демонстрация», 1965; «Молодожёны», 1973), портреты (колхозницы, 1962; художника Леопольдаса Сургайлиса, 1966), пейзажи («Пейзаж Вильнюса», «Зима», 1960; «Венеция», 1964). Пейзажи, натюрморты, картины анималистического жанра преобладают в позднем периоде творчества.
Произведения хранятся в Национальной художественной галерее, других музеях Литвы и зарубежных стран, в частных собраниях.

## Награды и звания
- 1968 — Государственная премия Литовской ССР
- 1974 — заслуженный деятель искусств Литовской ССР
- 1981 — народный художник Литовской ССР